# Caloscypha
Caloscypha es un género de hongos en la familia Caloscyphaceae (orden Pezizales). Es un género monotípico, solo contiene  a la especie Caloscypha fulgens. Su cuerpo fructífero se asemeja a una taza, mide unos 4 cm de diámetro, su interior es brillante de color naranja y exterior naranja; los ejemplares viejos o dañados a menudo poseen decoloraciones verde oliva, especialmente en los bordes. En América del Norte se le suele encontrar en el suelo entre la hojarasca cerca de coníferas. Los cuerpos fructiferos aparecen a comienzos de la primavera luego de que se ha derretido la nieve. La etapa asexual (imperfecta), o conidial de C. fulgens es la especie Geniculodendron pyriforme patógeno de plantas, que infecta a la semillas aletargadas de la pícea de Sitka.

## Descripción
El cuerpo fructífero de C. fulgens tiene forma de copa, aunque la copa puede estar algo aplanada, ladeada o dividida; mide hasta 4 cm de diámetro. La superficie interna de la copa es de color amarillo anaranjado, mientras que la superficie externa es de color amarillo claro. O bien el margen alrededor del borde o toda la superficie externa puede tener un tono verde oliva. La mancha verde o azulada que ocurre con una lesión o con la edad es única dentro del orden Pezizales. El estipe, si está presente, es bastante corto. La esporada es blanca.
Se descubrió un solo espécimen de forma albina, de 2 cm de diámetro en el norte de Idaho; se descubrió que carecía del pigmento responsable de teñir la superficie externa de color verde oliva.
Las esporas son translúcidas (hialinas), aproximadamente esféricas, de paredes delgadas y suaves, miden entre 6 a 8 µm de diámetro. Las ascas, celdas que alojan las esporas son cilíndricas y miden 80–100 por 7–8 µm; los paráfisis son delgados y filamentosos y contienen gránulos anaranjados. Este hongo está catalogado como no comestible.

## Hábitat y distribución

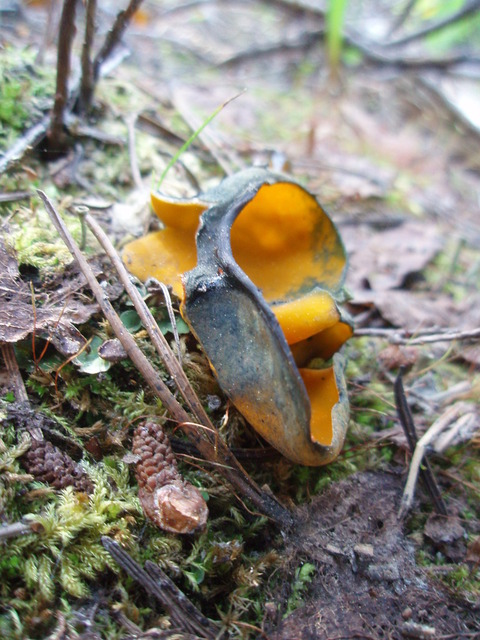
La coloración cerca de los bordes es una característica observada a menudo de especímenes viejos o dañados.

Esta especie se encuentra generalmente en la primavera, a menudo en suelo del bosque bajo coníferas poco después de que se derrite la nieve. En Norteamérica, donde se ha observado que ocurre solo entre marzo y julio, está muy extendido en las Montañas Rocosas y en el Noroeste del Pacífico. C. fulgens ha sido recolectado en Gran Bretaña y posiblemente llegó allí a partir de semillas infectadas importadas. También se ha recolectado de Japón, Suecia, Países Bajos, y Turquía. Está incluido en la Lista Roja de especies protegidas en Eslovaquia.